# Hernani, New South Wales
Hernani är en ort i Australien. Den ligger i kommunen Clarence Valley och delstaten New South Wales, i den sydöstra delen av landet, omkring 410 kilometer norr om delstatshuvudstaden Sydney. Orten hade 117 invånare år 2021.